# Giovanni Solimine
Giovanni Solimine (Bagnoli Irpino, 31 luglio 1951) è un bibliografo italiano, studioso di biblioteconomia e di problemi dell'editoria e della lettura.

## Biografia
Iniziata la carriera di bibliotecario presso l'allora Ministero per i beni culturali e ambientali (oggi Ministero della Cultura), nel 1992 è passato all'insegnamento universitario presso la Facoltà di Conservazione dei beni culturali dell'Università degli Studi della Tuscia. Professore ordinario dal 2000, nel 2006 è passato a insegnare "Management delle biblioteche" e "Biblioteconomia" presso la Facoltà di Lettere dell'Università "La Sapienza" di Roma, dove ha diretto il Dipartimento di Scienze del libro e del documento fino al 2010, il Dipartimento di Scienze documentarie, linguistico-filologiche e geografiche fino al 2018 e la Scuola di Specializzazione in Beni archivistici e librari fino al 2014; dal 2018 al 2021, anno del suo pensionamento, ha diretto il Dipartimento di Lettere culture moderne; per il quadriennio 2012-2015 è stato Senior Research Fellow presso la Scuola Superiore di Studi Avanzati. Dal 2011 al 2021 è stato delegato del Rettore e Presidente del Sistema Bibliotecario della Sapienza. Dopo il pensionamento, con decreto del Ministro e su proposta del Senato accademico della Sapienza, è stato nominato "professore emerito". 
Ha insegnato anche presso l'Università della Calabria, l'Università degli Studi di Udine, l'Università di Urbino. È stato presidente dell'Associazione Italiana Biblioteche, componente del Consiglio di Amministrazione delle Biblioteche del Comune di Roma, del Consiglio Direttivo del CASPUR e del Consiglio superiore dei beni culturali e paesaggistici del MiBACT, dal quale si è dimesso nel giugno 2016. Dal febbraio 2017 è presidente della Fondazione Bellonci, che si occupa di valorizzazione della letteratura contemporanea e organizza il Premio Strega. Ha presieduto dal 2012 al 2017 il Forum del libro, di cui è attualmente presidente onorario. Dal 2021 è componente del Consiglio di Amministrazione dell'Istituto di Studi Pirandelliani e sul Teatro Contemporaneo. Nel febbraio 2023 il Sindaco di Roma lo ha nominato presidente dell'Istituzione Biblioteche Centri Culturali, incarico da cui si è dimesso nel 2025. Collabora assiduamente alle principali  riviste di biblioteconomia, ha diretto dal 2001 al 2010 il Bollettino AIB, dal 2009 al 2014 Libri e riviste d'Italia, il periodico di cultura editoriale pubblicato dal Centro per il libro e la lettura. Dal 2015 dirige Biblioteche oggi Trends. Rivista di studi e ricerche. Fa inoltre parte del Comitato di direzione di "Culture del testo e del documento". 
Nel 2010 gli sono stati conferiti il Premio Gifuni e il Premio Fiesole, nel 2017 il Premio Life Gates e il riconoscimento quale "Irpino dell'anno"; nel 2018 è stato proclamato socio d'onore dell'Associazione Italiana Biblioteche; nel 2020 il Centro di ricerca europeo libro editoria biblioteca (CRELEB) dell’Università Cattolica del Sacro Cuore di Milano gli ha conferito il Premio “Àncora aldina” per la cultura del libro; nel 2024 gli è stato assegnato il Premio speciale "Francesco De Sanctis". Socio della Società italiana di bibliografia e biblioteconomia e dell'Associazione per l'economia della cultura.

## Campi di ricerca
È stato tra i primi in Italia a dedicare studi al management dei servizi bibliotecari e all'applicazione delle tecnologie dell'informazione, con un'attenzione particolare all'analisi dei processi gestionali e alla elaborazione di indicatori di efficacia. In seguito i suoi interessi si sono estesi all'architettura e agli spazi funzionali delle biblioteche: in quest'ambito si segnala il coordinamento del progetto biblioteconomico della nuova Biblioteca Europea di Informazione e Cultura di Milano e la collaborazione alla progettazione di nuove biblioteche o alla ristrutturazione di sedi storiche a Cagliari, Città di Castello, Forlì, Gubbio, Modena, Monza, Napoli, Orvieto, Pistoia, Savona, Spoleto, Verona. Più di recente si è interessato alle biblioteche digitali e alle trasformazioni nella produzione e nella circolazione delle conoscenze, e alla relazione tra comunicazione scritta e multimedialità, con una particolare attenzione al rapporto fra lettura e altri consumi culturali.

## Opere principali
- L'informazione in biblioteca. Introduzione ai problemi dell'informazione bibliografica, Milano, Editrice Bibliografica, 1985
- Gestione e innovazione della biblioteca, Milano, Editrice Bibliografica, 1990
- Controllo bibliografico universale, Roma, AIB, 1995
- Le raccolte delle biblioteche. Progetto e gestione, Milano, Editrice Bibliografica, 1999
- Introduzione allo studio della biblioteconomia. Riflessioni e documenti, ristampa riveduta e corretta con l'aggiunta dell'indice dei nomi, Roma, Vecchiarelli Editore, 1999
- Gestire il cambiamento: nuove metodologie per il management della biblioteca, Milano, Editrice Bibliografica, 2003 ISBN 9788870755930
- La biblioteca e il suo tempo: scritti di storia della biblioteca, Manziana, Vecchiarelli, 2004
- I giovani, il libro, la multimedialità: indagine sui comportamenti di lettura e l'uso delle tecnologie della comunicazione, Roma, Istituto poligrafico e Zecca dello Stato, 2004
- La biblioteca: scenari, culture, pratiche di servizio, Roma-Bari, Laterza, 2004 ISBN 9788842073833
- Biblioteconomia: principi e questioni, Roma, Carocci, 2007 [in collaborazione con Paul Gabriele Weston] ISBN 9788843040711
- L'Italia che legge, Roma-Bari, Laterza, 2010  ISBN 9788842094432
- Senza sapere: il costo dell'ignoranza in Italia, Roma-Bari, Laterza, 2014, ISBN 9788858111857
- Biblioteche e Biblioteconomia: principi e questioni, Roma, Carocci, 2015, ISBN 9788843075294.
- La cultura orizzontale, con Giorgio Zanchini, Roma-Bari, Laterza, 2020, ISBN 9788858139875
- Cervelli anfibi, orecchie e digitale. Esercizi di lettura futura. Fano, Aras Edizioni, 2023, ISBN 9791280074782
- Leggere in biblioteca. Milano, Editrice Bibliografica, 2024, ISBN 9788893576574